# پوجا بات
پوجا بات (هندی: पूजा भट्ट، زاده ۱ فوریهٔ ۱۹۷۲) بازیگر، صداپیشه و کارگردان اهل هند است. وی بازیگر فیلم‌هایی همچون مرز بوده است.

## فیلم‌شناسی
فهرست برخی از فیلم‌هایی که پوجا بات در آنها به ایفای نقش پرداخته است:
| سال  | نام فیلم                      | نقش               | بازیگر نقش مقابل   |
| ---- | ----------------------------- | ----------------- | ------------------ |
| ۱۹۸۹ | بابا                          | پوجا              | انوپم کهیر         |
| ۱۹۹۱ | قلب نمی‌فهمد                   | پوجا              | عامر خان           |
| ۱۹۹۱ | خیابان                        | پوجا              | سانجی دات          |
| ۱۹۹۲ | دیوانه عشق                    | رادا              | جکی شروف           |
| ۱۹۹۲ | آسمان هفتم (Saatwan Aasman)   | پوجا مالهوترا     |                    |
| ۱۹۹۲ | جنون                          | دکتر نیتا         | راهول روی          |
| ۱۹۹۳ | محبوب (Jaanam)                | آنجلی             | راهول روی          |
| ۱۹۹۳ | Phir Teri Kahani Yaad Aayee   | پوجا              | راهول روی          |
| ۱۹۹۳ | آقا                           | پوجا              |                    |
| ۱۹۹۳ | دزد و ماه (Chor Aur Chaand)   | ریما              | آدیتای پانچولی     |
| ۱۹۹۳ | نخستین سرمستی در عشق          | مونیکا            | دیپاک تیجوری       |
| ۱۹۹۳ | تادیپار                       | موهینی دوی/نامکین | میتون چاکرابورتی   |
| ۱۹۹۴ | خشمگین (Naaraaz)              | سونیتا            | میتون چاکرابورتی   |
| ۱۹۹۵ | گناهکار                       | پوجا تاکور        | میتون چاکرابورتی   |
| ۱۹۹۵ | هر دو ما                      | پریانکا           | ریشی کاپور         |
| ۱۹۹۵ | بادیگارد                      | پریا              | سانی دئول          |
| ۱۹۹۶ | درب ورودی کالج                | پوجا              |                    |
| ۱۹۹۶ | اشتیاق                        | پوجا              | شاهرخ خان          |
| ۱۹۹۷ | آرزو                          | تمنا              |                    |
| ۱۹۹۷ | مرز                           | کامو              | سانی دئولسونیل شتی |
| ۱۹۹۸ | این عشق من (Yeh Ashigui Meri) | آنجو              |                    |
| ۱۹۹۸ | گاهی نه گاهی                  | تینا              | آنیل کاپورجکی شروف |
| ۱۹۹۸ | شعله‌های آتش                   | پوجا              | آکشی کومار         |
| ۱۹۹۸ | زخم                           | دسی               | اجی دیوگن          |
| ۲۰۰۱ | همه میگن حالم خوبه!           | تانیا             |                    |
| ۲۰۰۹ | به عشق تو قسم می‌خورم          | سیما خانا         | سیف علی خان        |
| ۲۰۲۰ | خیابان ۲                      | پوجا وارما        | سانجی دات          |
| ۲۰۲۲ | خفه‌شو: انتقام هنرمند          | دکتر زنوبیا شروف  | سانی دئول          |